# Kamizelka kuloodporna

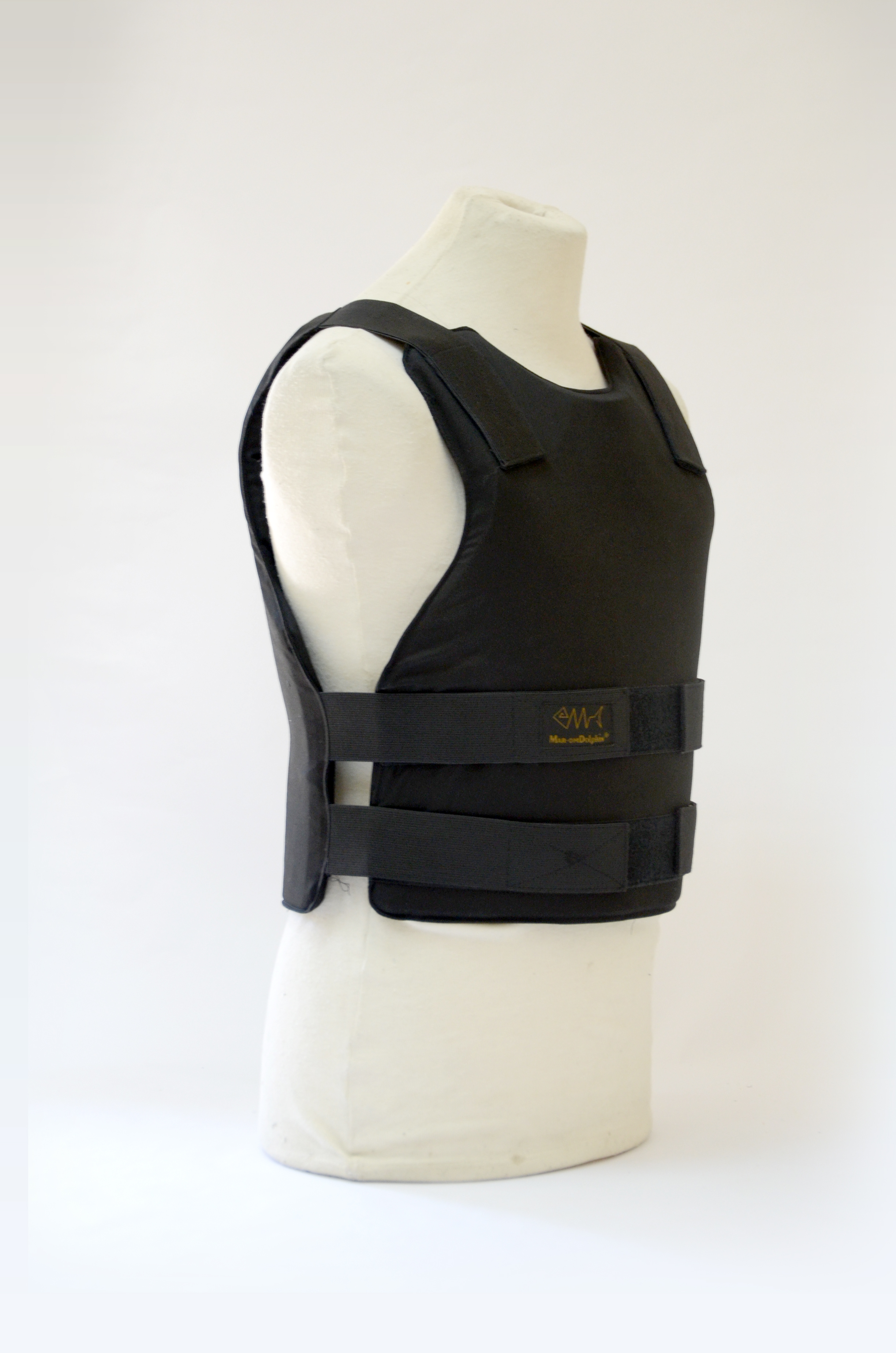
Kamizelka kuloodporna

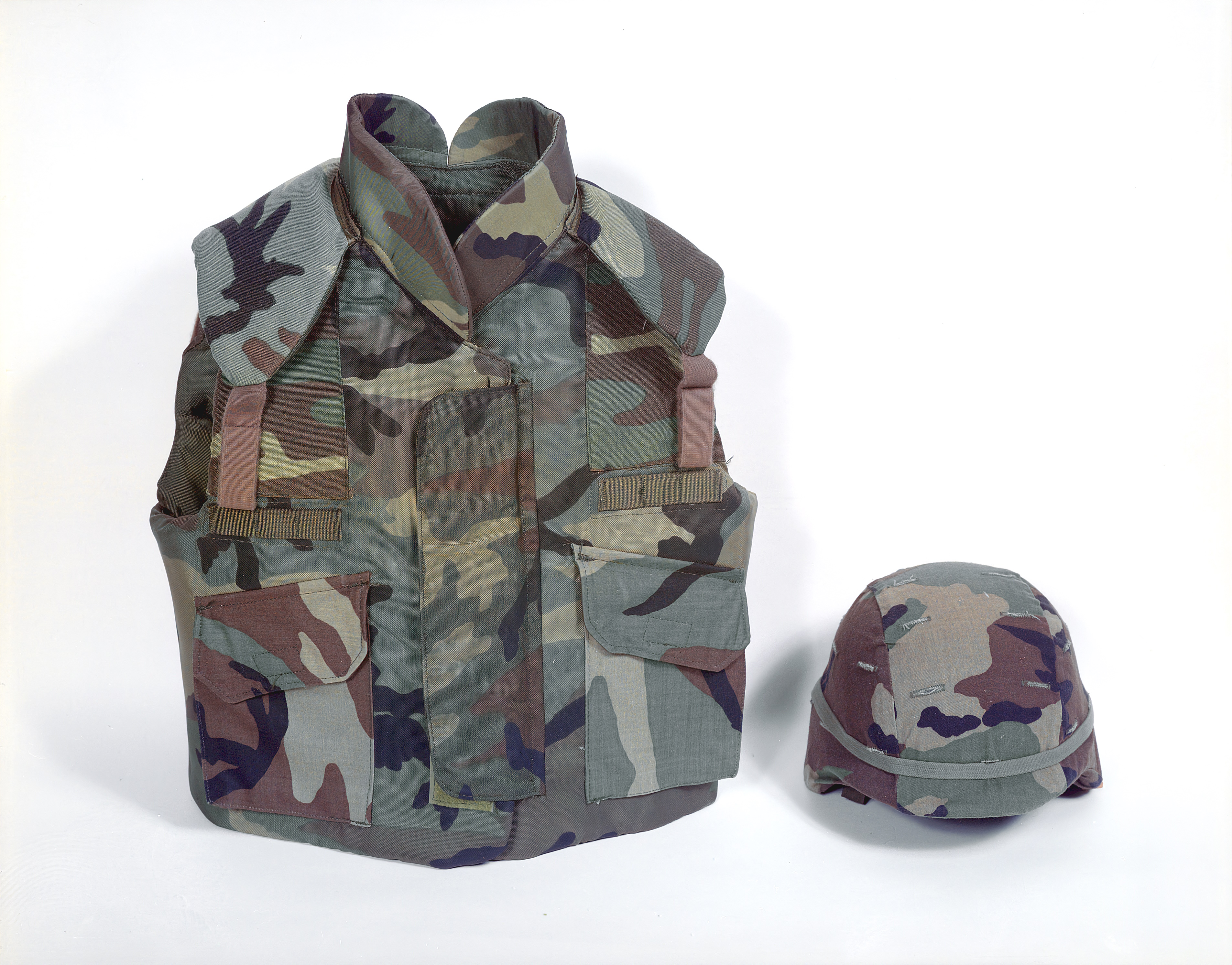
Wojskowa kamizelka kuloodporna systemu PASGT

Kamizelka kuloodporna – osłona balistyczna w formie zbliżonej do kamizelki chroniąca tułów użytkownika przed pociskami broni strzeleckiej oraz odłamkami. Powszechnie wykorzystywana przez służby policyjne, wojskowe, oraz niektóre organizacje ochrony. W państwach na których zezwala na to prawo, noszona również przez osoby prywatne.

## Budowa
Standardowo współczesna kamizelka kuloodporna składa się z kilkudziesięciu warstw tkaniny z tworzywa sztucznego (najczęściej kevlaru). Przebijający się przez nie pocisk wytraca stopniowo energię kinetyczną, co potęgowane jest dodatkowo przez owijanie się tkaniny wokół szybko obracającego się pocisku. W celu zwiększenia walorów ochronnych kamizelki wyższej klasy wyposażane są również w sztywne płytki wykonywane z wytrzymalszych materiałów (np. metalu lub ceramiki).

### Wkład balistyczny
Zadaniem wkładu balistycznego jest zatrzymanie wnikającego pocisku jak również pochłonięcie jak największej ilości jego energii kinetycznej lub jej rozproszenie na jak największej powierzchni tak, żeby zmniejszyć jej szkodliwe oddziaływanie na ciało chronionego człowieka.
Standardowy wkład balistyczny składa się z kilkudziesięciu zszytych warstw (zwykle 24 lub 36) tkaniny z włókien aramidowych — w części wkładów stosuje się nieco inny rodzaj włókien w warstwach zwróconych na zewnątrz i do ciała chronionego człowieka; w warstwach zewnętrznych włókna charakteryzują się większą wytrzymałością na rozerwanie, a w wewnętrznych większą rozciągliwością i przez to lepszą zdolnością do pochłaniania energii kinetycznej. W niektórych przypadkach kilka warstw pokrywa się korundem (podobnie, jak to się robi przy wytwarzaniu papieru ściernego) — rozwiązanie to zwiększa odporność wkładu na działanie broni białej, ale pogarsza jego odporność na pociski (dana warstwa jest sztywniejsza i przez to pocisk może ją łatwiej przerwać). W najnowszych wkładach zastępuje się kevlar folią z polietylenu niskociśnieniowego (większa liczba warstw).

### Płytki zewnętrzne

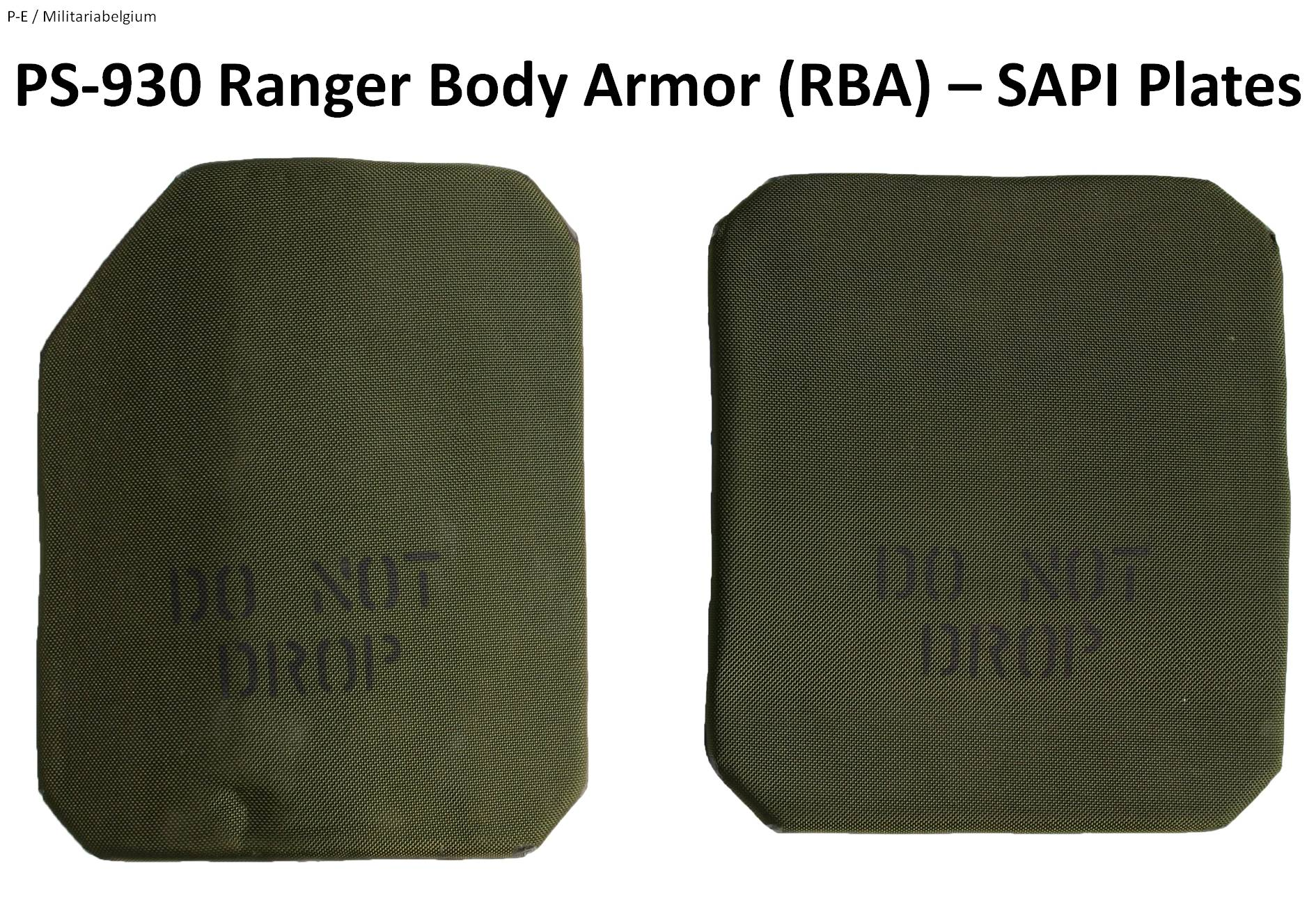
Ceramiczne płytki zewnętrzne typu SAPI

W części kamizelek na zewnątrz od wkładu balistycznego umieszcza się płytki ze stali pancernej, stopów tytanu lub ceramiki (na przykład z węgliku krzemu) — rozwiązanie to podwyższa wytrzymałość kamizelki i jej zdolność do osłabiania energii pocisku (jest ona rozpraszana na większej powierzchni ciała odpowiadającej powierzchni płytki), ale równocześnie zwiększa jej masę i ogranicza ergonomię, więc jest stosowane tylko w uzasadnionych przypadkach (płytki są wymienne i mogą być usuwane).

## Klasyfikacja
| Klasa opancerzenia według standardu NIJ 0101.04     | Chroni przed |
| --------------------------------------------------- | --- |
| Typ I (.22 LR; .380 ACP)                            | Chroni przed pociskami 0.22 cala (5,6mm) "sportowymi" typu "Long" Long Rifle Lead Round Nose (masa 2,6 g o prędkości 329 m/s) i pociskami z nabojów .380 ACP Full Metal Jacketed Round Nose (masa 6,2 g, prędkość 322 m/s). |
| Typ IIA (9 mm; .40 S&W)                             | Chroni przed pociskami 9 mm Full Metal Jacketed Round Nose (FMJ RN) z nabojów 9x19 mm Parabellum (masa 8,0 g, prędkość 341 m/s) i pociskami z nabojów .40 S&W Full Metal Jacketed (FMJ) (masa 11,7 g, prędkość 322 m/s). Opancerzenie tego typu chroni również przed tymi pociskami co typ I |
| Typ II (9 mm; .357 Magnum)                          | Chroni przed pociskami 9 mm Full Metal Jacketed Round Nose (FMJ RN) z nabojów 9x19 mm Parabellum P+ (masa 8,0 g, prędkość 367 m/s) i pociskami z nabojów .357 Magnum Jacketed Soft Point (JSP) (masa 10,2 g, prędkość 436 m/s). Opancerzenie tego typu chroni również przed tymi pociskami co typ I i IIA. |
| Typ IIIA (Pociski 9 mm dużej prędkości; .44 Magnum) | Chroni przed pociskami 9 mm Full Metal Jacketed Round Nose (FMJ RN) z nabojów 9x19 mm Parabellum +P++ (masa 8,0 g, prędkość 436 m/s) i pociskami z nabojów .44 Magnum Semi Jacketed Hollow Point (SJHP) (masa 15,6 g, prędkość 436 m/s). Opancerzenie tego typu chroni również przed tymi pociskami co typ I, IIA i II. |
| Typ III (Pociski karabinowe)                        | Chroni przed ostrołukowymi pociskami 7,62 mm Full Metal Jacketed (FMJ) z nabojów 7,62x51 mm NATO, będący odpowiednikiem .308 Winchester (masa 9,6 g, prędkość 847 m/s) i pociskami o mniejszej prędkości np. z nabojów 7,62 × 39 mm wystrzelonymi z AK i podobnych. Opancerzenie tego typu chroni również przed tymi pociskami co typ I, IIA, II i IIIA. |
| Typ IV (Przeciwpancerne pociski karabinowe)         | Chroni przed przeciwpancernymi pociskami 7,62 mm Full Metal Jacketed (FMJ) z nabojów 7,62x51 mm NATO, będący odpowiednikiem .308 Winchester (masa 10,8 g, prędkość 878 m/s) i pociskami o mniejszej prędkości np. z nabojów 7,62 × 39 mm wystrzelonymi z AK i podobnych. Badanie obejmuje oddanie 1 strzału. Opancerzenie tego typu chroni również przynajmniej przed pojedynczym strzałem pociskami, przed którymi chronią pancerze typ I, IIA, II, IIIA i III. |

| Klasa opancerzenia według standardu NIJ 0101.06     | Chroni przed |
| --------------------------------------------------- | --- |
| Typ I                                               | (klasa nie istnieje) |
| Typ IIA (9 mm; .40 S&W)                             | Chroni przed pociskami 9 mm Full Metal Jacketed Round Nose (FMJ RN) z nabojów 9x19 mm Parabellum (masa 8,0 g, prędkość 373 m/s) i pociskami z nabojów .40 S&W Full Metal Jacketed (FMJ) (masa 11,7 g, prędkość 352 m/s). Opancerzenie tego typu chroni również przed tymi pociskami co typ I                                                             |
| Typ II (9 mm; .357 Magnum)                          | Chroni przed pociskami 9 mm Full Metal Jacketed Round Nose (FMJ RN) z nabojów 9x19 mm Parabellum P+ (masa 8,0 g, prędkość 398 m/s) i pociskami z nabojów 357 Magnum Jacketed Soft Point (JSP) (masa 10,2 g, prędkość 436 m/s). Opancerzenie tego typu chroni również przed tymi pociskami co typ I i IIA.                                                |
| Typ IIIA (Pociski 9 mm dużej prędkości; .44 Magnum) | Chroni przed pociskami 9 mm Full Metal Jacketed Round Nose (FMJ RN) z nabojów 9x19 mm Parabellum +P++ (masa 8,0 g, prędkość 448 m/s) i pociskami z nabojów .44 Magnum Semi Jacketed Hollow Point (SJHP) (masa 15,6 g, prędkość 436 m/s). Opancerzenie tego typu chroni również przed tymi pociskami co typ I, IIA i II.                                  |
| Typ III (Pociski karabinowe)                        | Chroni przed ostrołukowymi pociskami 7,62 mm Full Metal Jacketed (FMJ) z nabojów 7,62x51 mm NATO, będący odpowiednikiem .308 Winchester (masa 9,6 g, prędkość 847 m/s) i pociskami o mniejszej prędkości np. z nabojów 7,62 × 39 mm wystrzelonymi z AK i podobnych. Opancerzenie tego typu chroni również przed tymi pociskami co typ I, IIA, II i IIIA. |
| Typ IV (Przeciwpancerne pociski karabinowe)         | Chroni przed przeciwpancernymi pociskami 7,62 mm Full Metal Jacketed (FMJ) z nabojów .30-06 (masa 10,8 g, prędkość 878 m/s). Badanie obejmuje oddanie 6 strzałów. Opancerzenie tego typu chroni również przynajmniej przed pojedynczym strzałem pociskami, przed którymi chronią pancerze typ I, IIA, II, IIIA i III.                                    |

## Historia

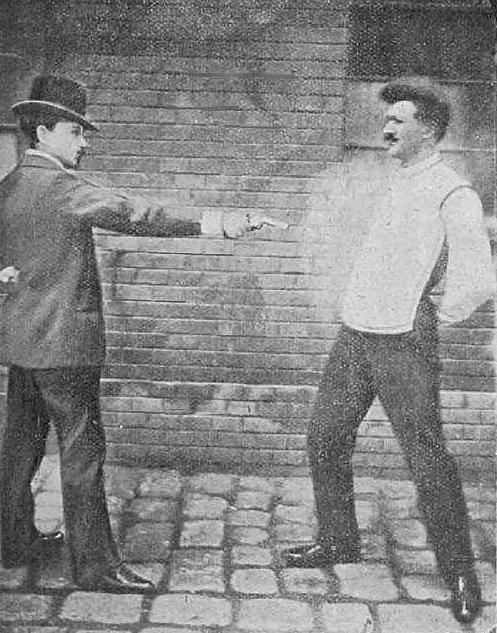
Kamizelka kuloodporna J. Szczepanika podczas testów (1901) − dyr. wiedeńskiej pracowni J. Szczepanika − p. Borzykowski strzela do służącego Jana (rewolwer na 7.62x38 mmR)

Wśród osób opracowujących wczesne kamizelki (tkaniny) kuloodporne byli także Polacy: Jan Szczepanik oraz Kazimierz Żegleń. Żegleń opatentował swój „pancerz” w 1897, przeprowadzając na nim testy i publiczne pokazy. W pancerzu tym energię pocisku pochłaniały kolejne warstwy tkaniny - wytrzymałość zapewniała warstwa impregnowanych, ściśle ułożonych nici jedwabnych. Jan Szczepanik zyskał rozgłos w 1906, gdy kareta wyłożona jego tkaniną kuloodporną uchroniła przed bombą króla Hiszpanii Alfonsa XIII, za co Szczepanik otrzymał odznaczenia. Pomysł Szczepanika po latach został jednak zapomniany, ponieważ pojawiły się nowe rodzaje pocisków, przed którymi kamizelka ta nie mogła chronić. Jan Szczepanik użył jedwabiu, który ma ograniczoną wytrzymałość − nie istniały wtedy włókna o większej wytrzymałości.
W latach 20. XX wieku amerykańscy gangsterzy nosili swoisty „strój zawodowy” z obszywanych tkaniną stalowych płytek, które miały wyższą odporność balistyczną, lecz zarazem kilkakrotnie podnosiły ciężar samej kamizelki, przez co krępowała ona ruchy chronionego.
Podczas II wojny światowej na szerszą skalę zaczęto stosować kaftany mające zatrzymywać pociski. Później, w trakcie wojny wietnamskiej, podliczono, że bardzo duży procent żołnierzy ginie od odłamków granatów i min, czyli od cząstek o małej energii kinetycznej i słabych właściwościach penetracyjnych. W celu poprawienia sytuacji do wyposażenia żołnierzy amerykańskich zostały wprowadzone specjalne kurtki wykonane z kilku warstw grubej i wytrzymałej tkaniny, które miały bronić przed odłamkami.
W 1965 r. pracująca dla koncernu DuPont Stephanie Kwolek otrzymała nowe włókno syntetyczne − kevlar. Materiał ten charakteryzował się bardzo wysoką wytrzymałością mechaniczną i odpornością cieplną, okazał się świetny do wytwarzania lekkich kamizelek, które były w stanie zatrzymać pociski.
Pierwsze kamizelki nie zawierały sztywnych elementów, natomiast później zaczęto do nich wkładać płyty zbrojne wykonane z różnych materiałów (np. stali lub tytanu bądź materiałów ceramicznych). Wysokostopowa stal pancerna jest wytrzymalsza na przebicie od stopu tytanu lub ceramiki o tej samej grubości, ale stopy tytanu lub tworzywa ceramiczne są dużo lżejsze od stali, więc przy tej samej masie pozwalają stworzyć grubsze pancerze.
Jednym z typów kamizelki kuloodpornej jest kamizelka umożliwiająca przenoszenie wkładów kuloodpornych (z ang. kamizelka plate carrier). Posiada ona kieszenie, w których umieszcza się wymienne wkłady balistyczne, wytwarzane z materiałów kompozytowych.